# Magnolia sieboldii
Espèce
Statut de conservation UICN

 LC  : Préoccupation mineure
Magnolia sieboldii est une espèce de plantes à fleurs de la famille des Magnoliacées. C'est un arbre présent en Asie de l'Est.

## Description
C'est un arbre.

## Répartition et habitat
Cette espèce est présente en Chine, en Corée du Nord, en Corée du Sud et au Japon.

## Liste des sous-espèces
Selon World Checklist of Selected Plant Families (WCSP) (30 décembre 2013) :
- Magnolia sieboldii K.Koch (1853)
  - sous-espèce Magnolia sieboldii subsp. japonica K.Ueda (1980)
  - sous-espèce Magnolia sieboldii subsp. sieboldii
  - sous-espèce Magnolia sieboldii subsp. sinensis (Rehder & E.H.Wilson) Spongberg (1976)

Selon NCBI (30 décembre 2013) :
- sous-espèce Magnolia sieboldii subsp. japonica
- sous-espèce Magnolia sieboldii subsp. sieboldii
- sous-espèce Magnolia sieboldii subsp. sinensis

Selon The Plant List (30 décembre 2013) :
- sous-espèce Magnolia sieboldii subsp. japonica K.Ueda
- sous-espèce Magnolia sieboldii subsp. sieboldii
- sous-espèce Magnolia sieboldii subsp. sinensis (Rehder & E.H.Wilson) Spongberg

Selon Tropicos (30 décembre 2013) (Attention liste brute contenant possiblement des synonymes) :
- sous-espèce Magnolia sieboldii subsp. japonica Ueda
- sous-espèce Magnolia sieboldii subsp. sieboldii
- sous-espèce Magnolia sieboldii subsp. sinensis (Rehder & E.H. Wilson) Spongberg